# Stagira
Stagíra (in greco antico:  prima Στάγειρος, poi τά Στάγειρα?), l'odierna Olympiada (località del comune di Aristotelis), è un'antica città della regione greca di Macedonia situata nella penisola Calcidica, nota soprattutto per essere stata la città natale del filosofo Aristotele (da cui deriva l'appellativo "Stagirita").

## Storia
Fu fondata nel 656 a.C. da coloni greci di Andros, isola delle Cicladi; nel 480 a.C. fu occupata da Serse I. Aderente dapprima alla lega di Delo, defezionò insieme con la vicina Acanto nel 424 a.C., dietro le promesse dello spartano Brasida; invano Atene tentò di conquistarla.
Vi riuscì Filippo II di Macedonia e, quando Aristotele, nativo di Stagira, divenne precettore del figlio Alessandro, in suo omaggio la restaurò.

## Siti di interesse
Gli scavi nella regione sono iniziati nel 1960. Il pezzo più impressionante che è stato portato alla luce è il muro, in cima alla collina che è stata costruita in età classica e del quale si possono esaminare le diverse tecniche di costruzione.
Il muro determina i limiti occidentali dell'antica città, circondata dal mare. La potente fortificazione integrava torri e bastioni rotondi e quadrati collegati a squame pesanti. In cima alla collina appare anche la reliquia della cittadella. Nella parte posteriore, tra le colline, si trovano i resti ben conservati di un vasto edificio pubblico, con una galleria e una facciata monumentale con pilastri.